# カイリ (ストリートファイター)
カイリ（Kairi）は、カプコン、アリカの対戦型格闘ゲーム『ストリートファイターEX』シリーズ、およびアリカの対戦型格闘ゲーム『ファイティングEXレイヤー』に登場する架空の人物。本名は水神 海里（みずがみ かいり）。

## 概要
古武術を伝承する水神家本家党首の息子で、長髪を後ろで束ねた隻眼の青年。ほくとは異父妹で、七瀬は実妹。
かつて分家党首（ほくとの父）と対峙し、谷底に突き落とされ全ての記憶を失った。それ以降、「汝、己をもって極めんとすべし」という言葉を頼りに、修羅道を歩む。そんな中で血の封印を解かれたほくとによって再び谷底に突き落とされ、この際に失われた記憶を取り戻す（その影響で『EX2』以降は満身創痍の白髪となり、容姿が大幅に変化した）。それからは自分の生のため、さらに修羅道を進むことになる。
『EX2』の自身の通常エンディングでは、ほくととの闘いの末、七瀬の思いによって護るべき者を見出して呪縛から解き放たれ、過去の記憶喪失の原因が幼少期にほくとの父に谷底に突き落とされ誤殺されそうになったためで、己を突き動かす殺意もその時に植え付けられたものと判明。『EX2』で七瀬がカイリを倒した場合や、『EX3』で七瀬がカイリとコンビを組んだ場合も、成長した七瀬との邂逅で全ての記憶を思い出し、忌まわしき過去と決別する。また、『EX3』で七瀬が兄姉両方と組んだ場合も闘いに終止符が打たれるが、こちらはカイリと、それを見届けるため彼を追うほくとがどこかへ去るというものになっている。それ以外においては「仮初の和解」か「ほくとと死合い、どちらかが倒れる」結末で終わる。
なお、『ストリートファイターEX』開発当初はカイリが主人公になる予定だったが、製品版では従来シリーズと同様リュウが主人公となり、カイリは隠しキャラクターとして登場することになった。以降の『EX』シリーズでも乱入ボスキャラクター的な立場で引き続き登場している。
妹のほくとについては武神流の血筋を引いていることが明かされているが、水神家やカイリと武神流との関係については明言されていない。
『ストリートファイターV』の公式ホームページ「シャドルー格闘家研究所」の「キャラ図鑑」にて、容姿が変化する前と後の2通りの個人プロフィールが明かされた。
『ファイティングEXレイヤー』では記憶を失っており、強氣に惹かれ戦い続けている。彼から放たれる強者怨（つわもののおん）がハヤテの封念を破り、ガルダを復活させるに至ってしまった。

## ゲーム上の特徴
リュウケン系の技を使用する。
『EX2』以降からは豪鬼に近い性能となり、乱入キャラクターとなっている他、手に青白い炎を纏うようになり、スーパーコンボゲージが満タンの時にはほとんどの技に燃焼効果がつき、タイミングよく通常技を飛び道具に当てるとかき消すことができるようになった。
『EX2 PLUS』以降では一部の技に修正が加えられたので、単純なリュウケン系では無くなった。
三原一郎によると他のキャラクターとの差別化のために性能がどんどん変化していったとのこと。

## 各種技の解説

### 通常技
ここでは『ストEX PLUS α』での技名称を掲載。なお、立ち状態の遠近およびジャンプ状態の垂斜の区別はない。
| 操作     | 立ち             | しゃがみ         | ジャンプ           |
| -------- | ---------------- | ---------------- | ------------------ |
| 弱パンチ | ジャブ           | ロージャブ       | ジャブ             |
| 中パンチ | アッパー         | ローストレート   | ジャンプストレート |
| 強パンチ | 払い上げアッパー | しゃがみアッパー | ジャンプストレート |
| 弱キック | ローキック       | 小足払い         | ジャンプキック     |
| 中キック | ハイキック       | 中足払い         | ジャンプキック     |
| 強キック | 後ろ回し蹴り     | 足払い           | ジャンプ前蹴り     |

### 投げ技
胸打掴（くていかく）
相手を掴んで何度も地面に叩き付けた後に蹴り飛ばす。
ボタンを連打することで回数を増加できる。
裏地獄車（うらじごくぐるま）
相手と共に地面を転がった後に高く投げ飛ばす。
『EX2』までは落ちてくる相手に追撃を決めることが可能。
逆背負い（ぎゃくせおい）
『EXレイヤー』で実装された前方投げ。相手の腕を極めてから背負い投げの要領で前方に叩きつける。

### 特殊技
龍武（りょうぶ）
飛び膝蹴りを繰り出す。発生が速いうえにリーチが長く、スーパーキャンセルで「神鬼発動」が繋がる。
武蹴（ぶきゃく）
ガードブレイク（『EX3』ではハードアタック）。勢いよく正面に前蹴りを放つ。
竜刃脚（りゅうじんきゃく）
『EX2』以降で実装。空中から鋭角で急降下する蹴り。豪鬼の「天魔空刃脚」と同系統の技。
『EX2 PLUS』と『EX3』では強版があり、こちらは相手に当たった後、空中で旋回する。
真空支配（まくうしはい）
『EX2』と『EX2 PLUS』での移動技。前方もしくは後方に移動し、その間は相手の攻撃を受け付けない。豪鬼の「阿修羅閃空」と同系統の技だが、構えは豪鬼と違う。『EX3』では下記の「滅空斬撃」と入れ替わりで削除された。
滅空斬撃（めっくうざんげき）
『EX3』で「真空支配」と入れ替わりで追加された技で、一瞬で空中にワープする移動技。技後の下降中に「竜刃脚」などを出すことが可能。

### 必殺技
神気発動（しんきはつどう）
両手から気の弾を放つ技。『EX』から『EX2』まで、および『EXレイヤー』ではリュウの「波動拳」と同様の飛び道具。
『EX2 PLUS』と『EX3』では離れた一定距離に突然気を発生させる技になっている。『EX3』では「魔気発動」によるパワーアップ中のみ飛び道具になる。
魔龍裂光（まりゅうれっこう）
アッパーカットと膝蹴りを繰り出しながらジャンプする。強弱に関わらず単発ヒットであり、リュウの「昇龍拳」と同じタイプ。ゲージMAX時には拳に紫炎を宿し、触れた相手を燃やす。
『EX3』では「魔気発動」によるパワーアップ中のみ多段ヒットするようになる。
魍魎渦旋（もうりょうかせん）
前進しながら連続で放つ回し蹴り。リュウの『EX』シリーズ版「竜巻旋風脚」と同系統の技で、『EX2』以降は途中で「竜刃脚」を組み込むことが可能。
『EXレイヤー』では従来のストリートファイターシリーズでの竜巻旋風脚と同じ系統の技に変更され、空中でも発動が可能になった。

### スーパーコンボ
神鬼発動（しんきはつどう）  / 神気発動改（しんきはつどうかい）
空中で放つ「神気発動」の多段ヒット版。『EX2』まで実装。豪鬼の「天魔豪斬空」とほぼ同じ性能。スーパーキャンセルでそのまま「雅竜滅蹴」に繋げられる他、『EX2』では撃った後に「竜刃脚」を出すことも可能。
『EXレイヤー』では技名が「神気発動改」に変更されているが、下記の技ではなくこちらに近い内容となっている。
神鬼発動改（しんきはつどうかい）
『EX2 PLUS』と『EX3』で「神気発動」に代わり実装。放った気がその地点で停滞するという、プルムの「カインド♠ウインド」に近い性質の技になっている。それ以外は「神鬼発動」と同様。
豺狼兇手（さいろうきょうしゅ）
左右のアッパーで上方へ打ち上げた相手に、空中に上昇しながら裏拳を連打し、ハンマーパンチで地面に叩き付ける技。最初の打ち上げ攻撃が空振りまたはガードされた場合は連続攻撃は発動しない。
雅竜滅蹴（がりゅうめっしゅう）
『EX plus』で初出。多段の「竜刃脚」から「龍武」を見舞う技。対空潰しや「神鬼発動（改）」からの連続技に使える。
凶邪連舞（きょうじゃれんぶ）
駆け足で相手に接近し、掴んだ後に連続攻撃を行う技。
『EX plusα』までは通常のスーパーコンボで、掴んだ後に相手を貫通する踏み込み正拳突きで締める技となっており、血の封印を解かれたほくとが使う「連舞」もこれと同じ動作になっている。
『EX2』以降はメテオコンボ（Lv3専用スーパーコンボ）になり、画面全体が赤変して豪鬼の「瞬獄殺」のように画面に映らずに連撃を浴びせながら、環状に「血･継･影･襲･念･傷」の文字が現れた後、その中央から全体を覆うように「封」の字が発現し、技後はカイリが頭を抱え発狂する演出に変更されている。同じくメテオコンボである『EX2 PLUS』以降の「瘴鬼発動」と違い、ゲージが溜まれば何度でも使える。
瘴鬼発動（しょうきはつどう）
『EX2』でスーパーコンボとして初出。こちらは吹っ飛び効果のある気の弾を3発連続で発射する。弾の飛距離はやや短い。『EX2』稼働前のプロフィールでは「震鬼発動（しんきはつどう）」として発表されていたが製品版で改名された。
『EX2 PLUS』以降はメテオコンボ扱いに伴い技の内容が変更され、多段ヒットする太いビーム状の気を放つようになったが、射出と同時に自身の体力を大量消費したり、発射し終えるとうつ伏せに倒れて隙が大きくなったりするなどリスクが高く、試合中1度しか使用できない。なお、この技による体力ゲージの減少は0までで止まるため、自滅することは無い。この技を使用した以降は、その試合中にスーパーコンボゲージが3本溜まってもニュートラルポーズが変化せず、手に炎も灯らなくなる。
『EX3』では、この技を使った後に体力が残っていると「魔気発動」が自動発動する。
魔気発動（まきはつどう）
『EX3』で追加された隠し技。残り体力が1/4以下になると試合中に1度だけ使える。スーパーコンボゲージが1本未満でも使用可能（その場合は残りを全て消費する）。
発動している間は体が赤くなり、攻撃力が高まり「神気発動」と「魔龍裂光」の性能が変化する。ただし、発動中は徐々に体力が減っていき、体力が0になった時点で効果が切れ元に戻る。

## その他
ドラマCD『ストリートファイターEX2』ではゲーム中では詳細が語られなかった水神家やほくととの因縁が明かされている。また、おまけ「ほくとと七瀬の裏ドラナイト」では、ほくと同様原作とは似ても似つかないギャグキャラクターになっている。最後はなぜかスタジオにあった谷底に突き落とされている。

## 登場作品
- 対戦型格闘ゲーム
  - 『ストリートファイターEX』シリーズ（全作品）
  - 『ファイティングEXレイヤー』

## 担当声優
- 塩沢兼人（『ストリートファイターEX』シリーズ）
- 呉圭崇（『ファイティングEXレイヤー』）